# Agriotes belfragei
Agriotes belfragei là một loài bọ cánh cứng trong họ Elateridae. Loài này được Becker miêu tả khoa học năm 1956.